# Huân chương Giải phóng
Huân chương Giải phóng (tiếng Trung: 解放勋章; bính âm: Jiěfàng Xūnzhāng) là một phần thưởng quân sự Trung Quốc được trao cho các anh hùng Giải phóng Trung Quốc đại lục trong Nội chiến Trung Quốc lần thứ hai, trong khoảng thời gian từ ngày 3 tháng 9 năm 1945 đến ngày 30 tháng 6 năm 1950. Nó được chia làm ba hạng: Huy chương hạng Nhất, Huy chương hạng Nhì và Huy chương hạng Ba.

## Kiễu mẫu

### Ruy-băng

Hạng Nhất
Hạng Nhì
Hạng Ba

## Người nhận đáng chú ý
- 10 Nguyên soái: Chu Đức, Bành Đức Hoài, Lâm Bưu, Lưu Bá Thừa, Hạ Long, Trần Nghị, La Vinh Hoàn, Từ Hướng Tiền, Nhiếp Vinh Trăn và Diệp Kiếm Anh.
- 10 Đại tướng: Túc Dụ, Từ Hải Đông, Hoàng Khắc Thành, Trần Canh, Đàm Chính, Tiêu Kính Quang, Trương Vân Dật, La Thụy Khanh, Vương Thụ Thanh, Hứa Quang Đạt.
- Thượng tướng: Đào Trĩ Nhạc, Hoàng Vĩnh Thắng, Đổng Kỳ Vũ...
- Trung tướng: Đinh Thu Sinh, Vương Cận Sơn, Vương Ân Mậu...
- Thiếu tướng: Diệp Trường Canh, Lý Trinh, Lưu Tử Kỳ, Tôn Siêu Quần, Nguyễn Sơn...